# Paul-Antoine Veillon
Pour les articles homonymes, voir Veillon.
Paul-Antoine Veillon, né le 14 novembre 1992 à Castelnaudary (Aude) est un acteur et réalisateur français.

## Biographie
Il est élève au lycée Molière en hypokhâgne et en khâgne. En 2015, il entre au Conservatoire libre du cinéma français.

## Filmographie

### En tant qu'acteur
- 2012 : Mais qui a re-tué Pamela Rose ? de Kad Merad et Olivier Baroux : l'interprète
- 2013 : Les Lendemains de Bénédicte Pagnot : Nicolas
- 2013 : Le Passage de Pierre Oertel (court-métrage) : Jérémie
- 2014 : Usurpe-Toi de Paul-Antoine Veillon (court-métrage) : Victor
- 2015 : Le Bureau des légendes d'Éric Rochant (série TV, Saison 1) : Tristan Garnier
- 2015 : Les Bonnes Raisons de Josselin Masdevall et Jules Guignard-Harvey (court-métrage) : Max[2]
- 2016 : À nos hivers de Paul-Antoine Veillon : Hugo
- 2017 : Le Bureau des légendes d'Éric Rochant (série TV, Saison 3) : Tristan Garnier
- 2020 : Pavés de Paul-Antoine Veillon (web-série, épisode 7) [3]

### En tant que réalisateur
- 2014 : Usurpe-Toi (court-métrage)
- 2016 : À nos hivers (court-métrage)
- 2018 : Libre d'Air (court-métrage, réalisé dans le cadre du 48 Hour film project Brest 2018)
- 2019 : Parallèles (court-métrage, réalisé dans le cadre du 48 Hour film project Nantes 2019)
- 2020 : Pavés (web-série)[3]

## Théâtre

### Comédien
- 2012 : Électre de Jean Giraudoux, mise en scène Odile Mallet et Geneviève Brunet, théâtre du Nord-Ouest, le jeune homme
- 2012 : L'Impromptu de Paris de Jean Giraudoux, mise en scène Odile Mallet et Geneviève Brunet, théâtre du Nord-Ouest, Léon
- 2013 : Secrets et Fantômes, mise en scène Nadine Darmon, théâtre de Belleville, Orion
- 2013 : Les Imposteurs de Betty Moore, mise en scène Odile Mallet et Geneviève Brunet, Théo-Théâtre, Peter
- 2013 : Ma vie d'artiste ? de Mythic et Hugo Rezeda, mise en scène Hugo Rezeda, ABC Théâtre, Damien Khaldoun
- 2013 : L'Impromptu de Paris de Jean Giraudoux, mise en scène Odile Mallet et Geneviève Brunet, Mois Molière, Léon
- 2013 : Électre de Jean Giraudoux, mise en scène Odile Mallet et Geneviève Brunet, Mois Molière, le jeune homme
- 2013 : Électre de Jean Giraudoux, mise en scène Odile Mallet et Geneviève Brunet, Festival national de Bellac, Le Jeune Homme
- 2013 : L'État de siège d'Albert Camus, mise en scène Romain Picquart, théâtre de Verre, l'astrologue
- 2013 : Athalie de Jean Racine, mise en scène Nathalie Hamel, théâtre du Nord-Ouest, Ismaël
- 2014 : Jonas de Christian Morel de Sarcus, mise en scène Paul-Antoine Veillon, le jeune homme, avec Bérengère Dautun et Marc Brunet
- 2014 : J'appelle mes frères de Jonas Hassen Khemiri, mise en scène Mélanie Charvy, théâtre du Réflexe, Shavi[4]
- 2014 : Le roi se meurt d'Eugène Ionesco, mise en scène Kenan Desaldeleer, château de Boucard, le garde
- 2015 : Raconte-moi une..., création collective, Théâtre El Duende, Jules
- 2015 : J'appelle mes frères de Jonas Hassen Khemiri, mise en scène Mélanie Charvy, Théâtre de l'Opprimé, Shavi

### Metteur en scène
- 2013 : Jonas de Christian Morel de Sarcus, théâtre du Nord-Ouest
- 2013 : Parloir de Christian Morel de Sarcus, mise en scène avec Mélanie Charvy, théâtre le Guichet Montparnasse

## Distinctions
- 2019 : Prix du Meilleur Film pour Parallèles, 48 Hour film project Nantes 2019
- 2019 : Prix du Meilleur Réalisateur pour Parallèles, 48 Hour film project Nantes 2019
- 2019 : Prix du Meilleur Acteur pour Parallèles, 48 Hour film project Nantes 2019
- 2018 : Prix de la Meilleure Réalisation pour Libre d'Air, 48 Hour film project Brest 2018[5]